# Мата Хари
Маргарета Гертруда Зеле (хол. Margaretha Geertruida (Grietje) Zelle; Леуварден, 7. август 1876 — Венсен, 15. октобар 1917), познатија под уметничким именом Мата Хари, била је холандска егзотична играчица и куртизана. Стрељана је као немачки шпијун у току Првог светског рата.

## Биографија
Потицала је из имућне породице. Удала се 1895. за официра шкотског порекла у холандској војсци Рудолфа Маклауда. Од 1897. до 1902. живели су на Јави и Суматри. Касније су се вратили у Европу и развели. Имали су двоје деце која су умрла у детињству и раној младости. Маргарета је постала егзотична плесачица у Паризу 1905. Убрзо је узела уметничко име Мата Хари, што на малајском језику значи „сунце“ или „око дана“. Била је висока 178 , атрактивна и вешта у индијским плесовима. На сцени се појављивала скоро нага. Постигла је велики успех у Паризу. Постала је љубавница милионера и индустријалца Емила Гимеа, а имала је и низ веза са богаташима и племством. Представљала се као јаванска принцеза која је плес учила од малих ногу, што је у Европи оног времена представљало мистерију. Поред плеса, сликала се за еротски провокативне фотографије.
За време Првог светског рата Мата Хари је путовала између Енглеске, Француске, Холандије и Шпаније. Била је куртизана многих високих официра. Постојале су гласине да ради као шпијун за Француску. Јануара 1917. једна од немачких тајних порука је помињала услуге шпијуна H-21. Француска тајна служба је овога шпијуна идентификовала као Мату Хари. Ухапшена је 13. фебруара 1917. у хотелској соби у Паризу. Осуђена је као немачки шпијун и стрељана 15. октобра, 1917. Њен стварни ангажман у улози шпијуна није никада био потврђен. Неки историчари сматрају да је Мата Хари жртвована да би се прикрили други промашаји француске тајне службе. Тајни документи о њеном случају постали су јавно доступни 2017. Судбина Мате Хари је била инспирација за више филмова.